# Justin Nimmo
Justin Nimmo (Lexington, Oklahoma, 5 de setembro de 1974) é um empresário, ator aposentado e ex-dublê, que ficou conhecido ao interpretar o personagem Zhane, Ranger Prata de Power Rangers no Espaço.

## Biografia
Nascido em Lexington, Oklahoma no dia 5 de setembro de 1974. Seus hobbies incluem: golfe, patinação, dormir, filmes e dias de folga. Também trabalhou como modelo e personal trainer e tem certificado em massagem terapêutica.
Desde 2004, mora em Purcell, Oklahoma.Casado desde 22 de maio de 1999, com Chelle McCaskill Nimmo, ele é pai de dois meninos. Atualmente trabalha como empresário e comerciante na empresa Just-In-Time RTO (Rent-to-Own), da qual é co-proprietário junto com a esposa, no ramo de decoração e mobília.